# Culqui-Los Laureles
Culqui-Los Laureles es un caserío peruano ubicado en el distrito de Paimas, perteneciente a la provincia de Ayabaca del departamento de Piura, al norte del Perú. 

## Ubicación
Culqui-Los Laureles se ubica al oeste de la provincia de Ayabaca, en el distrito de Paimas, en el departamento de Piura.

## Demografía
En 2017 Culqui-Los Laureles tenía una población de 764 habitantes.
| Gráfica de evolución demográfica de Culqui-Los Laureles entre 1993 y 2017 |
|                                                                           |
| Fuentes: Población 1993 y 2017                                            |